# 19 días y 500 noches
19 días y 500 noches és el catorzè disc de Joaquín Sabina.
El disc va ser gravat entre desembre de 1998 i juny de 1999.

## Llista de cançons
1. "Ahora que…" - 6:47
2. "19 días y 500 noches" - 4:33
3. "Barbi superestar" - 6:36
4. "Una canción para la Magdalena" - 4:13
5. "Dieguitos y Mafaldas" - 5:33
6. "A mis cuarenta y diez" - 7:08
7. "El caso de la rubia platino" - 4:49
8. "Donde habita el olvido" - 3:29
9. "Cerrado por derribo" - 4:35
10. "Pero que hermosas eran" - 5:43
11. "De purísima y oro" - 4:49
12. "Como te digo una "co" te digo la "o"" - 8:39
13. "Noches de boda" - 4:41